# Debora Niche

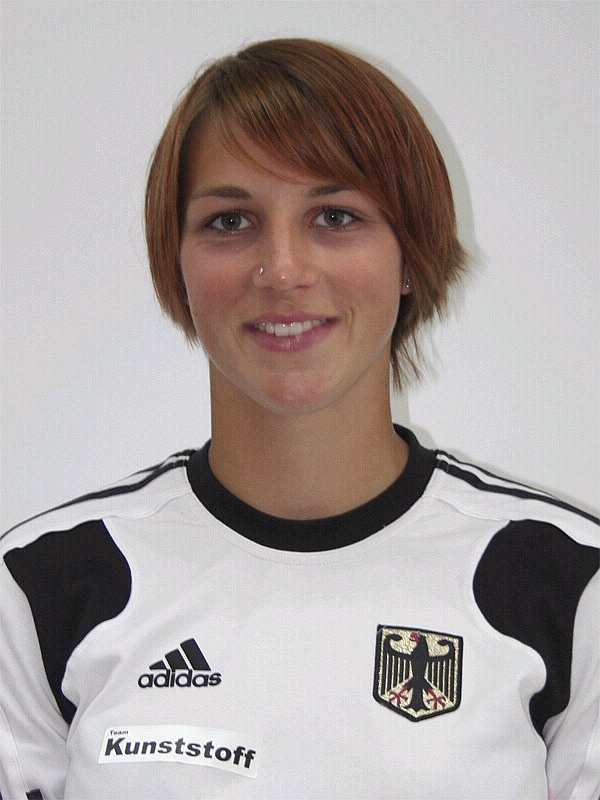
Debora Niche (2011)

Debora Niche (* 7. Mai 1991 in Cottbus) ist eine deutsche Kanutin.
Niche startet für den SC Berlin-Grünau. Gemeinsam mit Anne Knorr wurde sie bei den Kanurennsport-Weltmeisterschaften 2011 Weltmeisterin im Zweier-Kajak über 1000 m.
Im September 2013 begann sie eine Ausbildung zur Polizeivollzugsbeamtin bei der Bundespolizei. Sie war hierbei Angehörige der Bundespolizeisportschule Kienbaum, der Spitzensportfördereinrichtung der Bundespolizei für Sommer- und Ganzjahressportarten. Zuvor war sie Sportsoldatin in der Sportfördergruppe der Bundeswehr. 